# Rivière Métascouac Sud
Pour les articles homonymes, voir Métascouac.
La rivière Métascouac Sud est un affluent de la rive est de la rivière Métascouac, coulant dans la partie centre ouest de la réserve faunique des Laurentides, dans la région administrative de la Capitale-Nationale, dans la province de Québec, au Canada. Le cours de la rivière traverse les territoires non organisés de Lac-Jacques-Cartier et de Lac-Croche, qui sont respectivement dans les municipalités régionales de comté de La Côte-de-Beaupré et de la La Jacques-Cartier.
La foresterie constitue la principale activité économique de cette vallée ; les activités récréotouristiques, en second.
La surface de la rivière Métascouac Sud (sauf les zones de rapides) est habituellement gelée de la fin novembre au début avril, toutefois la circulation sécuritaire sur la glace se fait généralement de la mi-décembre à la fin mars.

## Géographie
Les principaux bassins versants voisins de la rivière Métascouac Sud sont du côté nord le ruisseau Canuck, le lac Corneillier et la rivière aux Écorces. Du côté est, on rencontre la rivière aux Écorces Nord-Est et la rivière Métabetchouane Est. Du côté sud, on voit la rivière Métabetchouane, la rivière Métabetchouane Est et la rivière de la Place. Finalement du côté oues, il y a la rivière Métascouac, la rivière Métabetchouane et le lac Saint-Henri.
La rivière Métascouac Sud prend sa source à l’embouchure du Lac des Lynx (longueur : 2,3 km ; altitude : 623 m). Ce lac enclavé comporte une zone de marais au sud-est et une autre dans la partie nord. Il est alimenté par la décharge (venant du sud-est) du lac Lyre et la décharge (venant du nord) d'un lac non identifié.
À partir de sa source (embouchure du lac des Lyns), le cours de la rivière Métascouac Sud coule sur 14,6 km, avec une dénivellation de 178 m. Elle débute par un segment de 1,6 km vers l'ouest en formant une courbe vers le nord et en traversant le lac des Gréments (longueur : 1,7 km ; altitude : 608 m) sur sa pleine longueur jusqu'à son embouchure. Elle tourne ensuite sur 2,9 km vers l'Ouest en formant une boucle vers le sud en fin de segment, jusqu'à la décharge (venant du nord) du lac Lemaine). Elle coule 2,5 km vers le sud-ouest, jusqu'à un ruisseau (venant du nord). Elle continue 1,9 km vers le sud, jusqu'à un coude de rivière, ensuite elle bifurque sur 2,0 km vers l'ouest, jusqu'à un coude de rivière. Elle tourne vers le sud sur 2,1 km en formant une boucle vers le sud-est, puis un crochet vers l'ouest, jusqu'à un coude de rivière. Elle coule finalement 1,6 km vers l'ouest en serpentant et en traversant une zone de marais en fin de segment.
À partir de la confluence de la rivière Métascouac Sud, le courant coule sur 4,9 km vers le sud par le cours de la rivière Métascouac. Elle continue 83,9 km vers le nord en suivant le cours de la rivière Métabetchouane jusqu’à la rive sud du lac Saint-Jean. Passé le lac, elle coule sur 172,3 km vers l'est en empruntant le cours de la rivière Saguenay via la Petite Décharge, jusqu’à Tadoussac où il conflue avec l’estuaire du Saint-Laurent.

## Toponymie
Le toponyme rivière Métascouac Sud a été officialisé le 5 décembre 1968 à la Banque des noms de lieux de la Commission de toponymie du Québec.